# دبلیوای‌اس‌پی-۱۷بی
دبلیوای‌اس‌پی-۱۷بی یک سیاره فراخورشیدی در صورت فلکی کژدم است که به دور ستاره دبلیوای‌اس‌پی-۱۷ می‌گردد. کشف آن در ۱۱ آگوست ۲۰۰۹ اعلام شد. این سیاره، نخستین سیاره دارای مدار حرکت مخالف‌گرد و موافق‌گرد کشف‌شده است. این کشف نظریه سنتی تشکیل سیارات را زیر سوال برد.از نظر قطر دبلیوای‌اس‌پی-۱۷بی یکی از بزرگترین سیارات فراخورشیدی کشف‌شده است و با داشتن جرمی برابر با نصف مشتری آن را پفی ترین سیاره شناخه شده در سال ۲۰۱۰ نمود. در سوم دسامبر ۲۰۱۳ دانشمندان که با تلسکوپ فضایی هابل کار می‌کردند، اعلام کردند که در جو این سیاره فراخورشیدی آب وجود دارد.
این سیاره به نام دیتسو نیز شناخته می‌شود. این نام در کمپین NameExoWorlds کاستاریکا در صدمین سالگرد اتحادیه بین‌المللی اخترشناسی برگزیده‌شد. دیتسو نامی است که در اسطوره‌شناسی تالامانکان، خدای سیبو به نخستین مردم بریبری داد  